# Дрозд, Малгожата
Малгожата Дрозд или Анна Малгожата Дрозд (пол. Małgorzata Drozd, Anna Małgorzata Drozd) — польская актриса театра, кино и телевидения, также актриса озвучивания.

## Биография
Малгожата Дрозд родилась 13 июня 1957 года в Варшаве. В 1981 г. окончила Государственную высшую театральную школу в Варшаве (теперь Театральная академия им. А. Зельверовича). Дебютировала в театре в 1979 году. Актриса театров в Варшаве. Выступает в спектаклях «театра телевидения» с 1994 г.

## Избранная фильмография
актриса
- 1977 — Акция под Арсеналом / Akcja pod Arsenałem
- 1978 — Семья Поланецких / Rodzina Połanieckich
- 1979 — Белая мазурка (Прощальная мазурка) / Biały mazur
- 1987 — Баллада о Янушике / Ballada o Januszku
- 1989 — Моджеевская / Modrzejewska
- 1989 — Лава / Lawa
- 1992 — Холостяцкая жизнь на чужбине / Kawalerskie życie na obczyźnie
- 1997 — Любовные истории / Historie miłosne
- 1997 — Киллер / Kiler
- 1999 — Что сказал покойник
- 2000 — Парни на мотоциклах / Enduro Bojz

польский дубляж
- Бэйб: Четвероногий малыш, Джонни Браво, Жизнь с Луи, Инспектор Гаджет, Король Лев 2: Гордость Симбы, Луни Тюнз, Маппет-шоу из космоса, Мистический городок Эйри в Индиане, Пинки и Брейн, Принцесса и слон, Секретные материалы псов-шпионов, Скуби-Ду, Где ты!, Скуби-Ду на Острове мертвецов, Телохранитель Тесс, 13 призраков Скуби-Ду, Флинтстоуны, Фриказоид!, Человек, которого зовут Флинтстоун, Шоу Мишки Йоги